# Château de Fürst
Pour les articles homonymes, voir Furst.
Le Château de Fürst est un château français situé dans le département de la Moselle, en Lorraine. Il fait partie de la commune de Folschviller.

## Toponymie
Le nom apparaît pour la première fois au début du XIIe siècle : « Virst bel Valmena » (à partir de 1681, on écrit « Fiirst »).
Anciennes mentions : Fürst (1681) ; Fursche (D. Cal. not. Lorr.) ; Fuste (XVIIIe siècle).

## Histoire
Fürst était le siège d'une seigneurie, haute, moyenne et basse justice, mouvant de l'évêché de Metz en 1681. Elle possédait une chapelle castrale, annexe de la paroisse de Teting.
Le premier château et la ferme appartenaient anciennement à la seigneurie de Valmont, qui fut cédée par Ervin de Valmont à l'abbaye de Villers-Brettnach, vente confirmée en 1134 par l'évêque de Metz Etienne de Bar.
En 1330, l'abbaye de Saint-Avold acquit le domaine contre une rente.
La ferme fut vendue en 1580 au sire de Henningen, passa ensuite en 1601 aux de Raigecourt, puis aux de Busselot, en 1760 aux de Bock et enfin aux Forget de Barst.
Primitivement, la façade du château était orientée vers le nord, direction Dourd'hal, car le versant sud de la colline, vers Folschviller, était boisé. Détruit au XVIe siècle, il fut reconstruit au XVIIIe siècle, mais cette fois la façade fut orientée côté sud. Un fossé qui existait encore vers 1820 ainsi que cinq tours assuraient sa protection.
En 1681, la maison seigneuriale appartenait à Philippe de La Vigne, seigneur de Fürst et de Hesser. Sa veuve Jeanne de Blair la possédait encore au début du XVIIIe siècle, conjointement avec Gaspard de Gillot. Le château fut détenu au XVIIIe siècle par les familles de Gillot, de Bock et Forget de Barst, alliées à la première.
Le territoire de Fürst comprenait encore en 1868 une ferme et un château.
En 1926, le château fut acquis par la Compagnie des Mines de Saint-Avold en vue d'y installer la direction du siège de Folschviller.
En 1962, il abrita le foyer socio-culturel de l'Action Sociale des Houillères du Bassin de Lorraine, mais, dans la nuit du 25 au 26 février 1967, il fut en partie dévasté par un incendie. Rénové et rouvert officiellement aux associations le 23 mars 1969, il resta propriété des Houillères du Bassin de Lorraine jusqu'en 1997.
Il appartient aujourd'hui au groupe Neuhauser tout comme le chevalement.